# Vítězslav Marek
Vitězslav Marek, češki trobentač, kitarist in bendžoist, * 4. maj 1946, Češkoslovaška.

## Kariera
Od srede 1970. let je član glasbene skupine Banjo Band Ivana Mládka kjer igra trobento, kitaro in banjo. Tako kot mnogi člani ansambla se je pojavil na več ploščah, ki jih je Ivan Mládek izdal samostojno. Poleg tega je bil snemalni član več čeških jazzovskih sestavov.